# Làng Krobielowice
Krobielowice [krɔbjɛlɔˈvit͡sɛ] (tiếng Đức: Krieblowitz) là một ngôi làng thuộc khu hành chính của Gmina Kąty Wrocławskie, thuộc hạt Wrocław, Lower Silesian Voivodeship, ở phía tây nam Ba Lan. Trước năm 1945, nó là một phần của Đức. Nó nằm cách khoảng 3 km về phía đông nam của Kąty Wrocławskie và 21 km về phía tây nam của thủ đô khu vực Wrocław.
Thị trấn được thành lập vào năm 1321. Là Krieblowitz ở tỉnh Silesia của Prussian, đây là một trong những nơi cư trú của Đại nguyên soái nổi tiếng Gebhard Leberecht von Blücher, người đồng chiến thắng Napoleon cùng với Wellington tại Waterloo, người đã chết ở đây vào năm 1819. Nó được sáp nhập vào Đế chế Đức mới vào năm 1871. Từ năm 1937 - 1945 dưới thời Đức quốc xã Krieblowitz được đổi tên thành Blüchersruh ("nơi an nghỉ của Blücher"), một phần để tôn vinh Đại nguyên soái, và một phần vì chính quyền cho rằng tên ban đầu nghe có vẻ "quá Slav".
Lăng của Blüker đã bị mạo phạm bằng sự tàn phá của quân đội Liên Xô vào cuối Thế chiến II năm 1945. Khu vực này đã được chuyển sang Ba Lan vào cuối năm đó. Ngôi mộ của ông vẫn là một cái vỏ rỗng, đổ nát như năm 2016. Hài cốt thực tế của Nguyên soái được chôn cất ở Sośnica (Schosnitz) gần đó, đã được một linh mục người Ba Lan đưa đến đó sau khi chủ nghĩa cộng sản sụp đổ ở Ba Lan.